# The Videos 2
The Videos 2 je VHS izdanje australske pop pjevačice Kylie Minogue. Kolekcija spotova izdana je u studenom 1989. godine u Ujedinjenom Kraljevstvu, Australiji i Japanu.

## Popis pjesama
1. "It's No Secret" (Video)
2. "Hand on Your Heart" (Alternate Video)
3. "Wouldn't Change a Thing" (Video)
4. "Never Too Late (Video)

## Formats
Ovo su formati glavnih izdanja od The Videos 2.
| Format             | Država                 | Cat. no. | Izdavač  |
| ------------------ | ---------------------- | -------- | -------- |
| UK VHS             | Ujedinjeno Kraljevstvo | VHF9     | PWL      |
| Japanski Laserdisc | Japan                  | ALLB-1   | PWL      |
| Japanski VHS       | Japan                  | ALVB-1   | PWL      |
| OZ VHS             | Australija             | V81111   | Mushroom |